# S 53 (Schiff)
S 53 war ein Großes Torpedoboot des sogenannten Amtsentwurfs 1913 der deutschen Kaiserlichen Marine. Das Boot gehörte zu einer ursprünglich 14 Einheiten umfassenden Bauserie, die nach dem Ausbruch des Ersten Weltkriegs 1914 seitens des Reichsmarineamtes (RMA) an die Schichau-Werke als Mobilisierungs- bzw. Ms-Auftrag vergeben wurde. S 53 wurde am 21. Juni 1919 in der Bucht von Scapa Flow im Rahmen der Selbstversenkung der Hochseeflotte durch die eigene Besatzung selbst versenkt.

## Baugeschichte
Die Großen Torpedoboote des Amtsentwurfs 1913 waren die Abkehr vom Vorentwurf 1911 und dem Versuch, kleinere und preisgünstige Boote zu beschaffen. Der neue Entwurf erreichte die Baugröße der britischen Zerstörer, hatte allerdings eine leichtere Bewaffnung, denn primär galt immer noch die Tirpitz’sche Torpedobootsdoktrin, dass der Torpedo Primärwaffe sei und die Artillerie der Boote lediglich ihrer Verteidigung diene. Die Boote waren auch die ersten Torpedoboote der Kaiserlichen Marine, die ausschließlich mit Öl befeuert wurden.

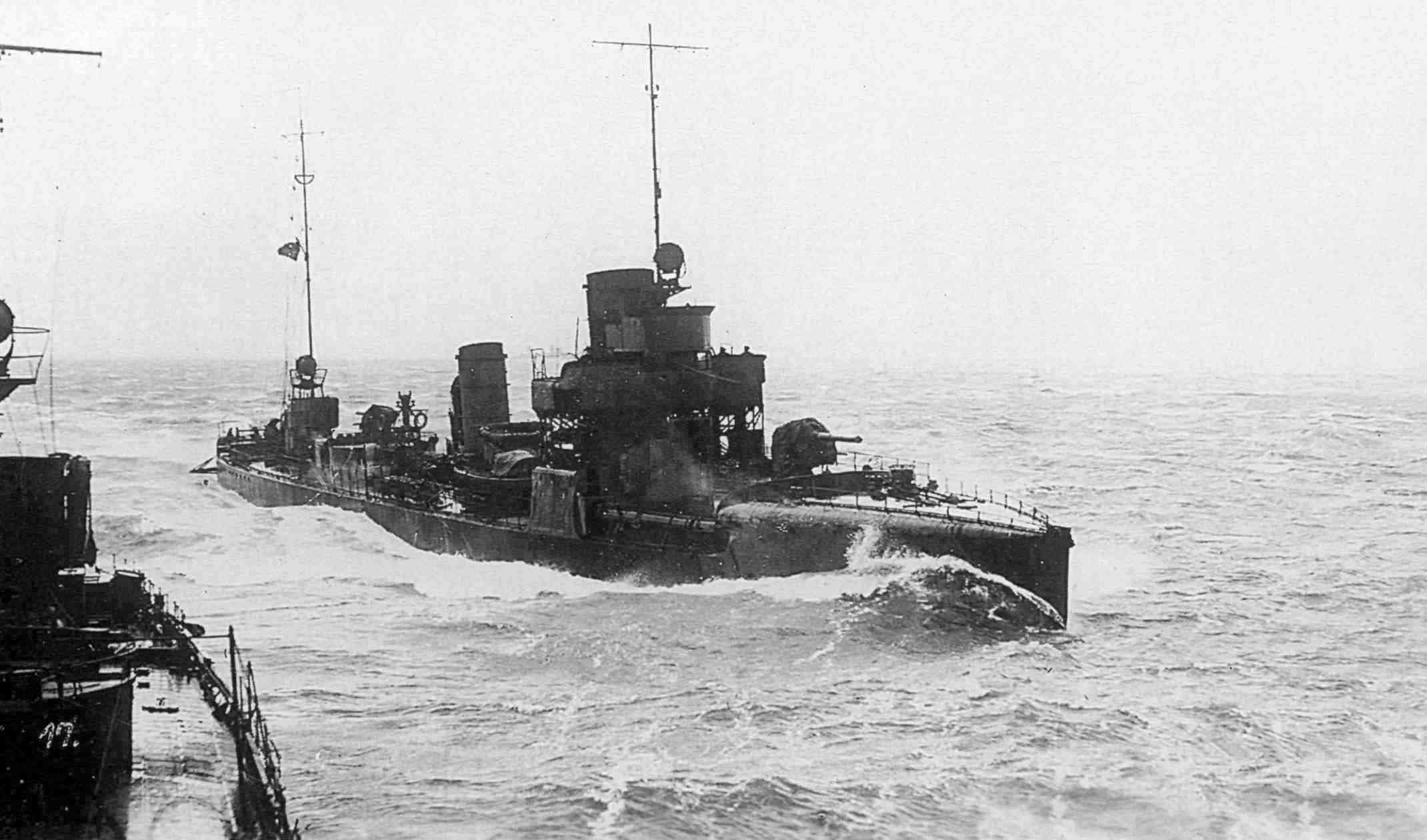
Das Schwesterboot S 63 mit der schon verstärkten Artilleriebewaffnung

Bedingt durch den Kriegsausbruch sah sich das RMA im August 1914 aufgrund der zu erwartenden Kriegsverluste genötigt, jenseits des geltenden II. Flottengesetzes eine erhebliche Steigerung moderner leichter Seestreitkräfte vorzunehmen: Es bestellte im Rahmen des Mobilisierungsauftrags nach den zwölf Booten der im April georderten 1914er Serie (G 37 bis G 42 sowie V 43 bis V 48) weitere 48 Torpedoboote bei den im Torpedobootsbau sehr erfahrenen Werften AG Vulcan (Stettin), Germaniawerft (Kiel) und Schichau in Elbing. Der Auftrag an Schichau umfasste dabei die Bootsnummern von S 49 bis S 66.
S 53 gehörte dabei zu einem modifizierten Entwurf von Schichau, der ursprünglich wie alle Boote des Ms-Auftrags nach den Vorkriegswerftentwürfen gebaut, aber dann auf Weisung des RMA auf Kohlefeuerung umkonstruiert werden sollte. Diese Forderung wurde im März 1915 wieder fallen gelassen und stattdessen festgelegt, dass die Boote S 49 bis S 52 nach dem Ursprungsentwurf unter Änderung der inneren Aufteilung und alle folgenden Boote unter Verlängerung um eine Spantbreite von 3,5 m zu bauen waren. Diese Vorgaben dienten ausschließlich der Vergrößerung des Bunkervorrats an Öl. Jedoch verursachte dieser administrative Hickhack dabei nicht unerhebliche Bauverzögerungen.

## Kriegseinsätze
S 53 wurde am 17. Dezember 1915 unter dem Kommando von Kapitänleutnant Friedrich Götting, der später in der Kriegsmarine bis zum Admiral aufstieg, in Dienst gestellt. Das Boot absolvierte die obligatorischen Probefahrten sowie seine Ausbildungszeit anschließend in der Ostsee. Dabei nahm es – aufgrund fehlender moderner Fahrzeuge sowie zur realitätsnahen Kriegsausbildung – an den auf dem dortigen Kriegsschauplatz üblichen Geleitfahrten für Eisenerztransporte aus Schweden teil. Zugleich wurde es dort der in Neuausrüstung mit modernen Booten befindlichen III. Torpedobootsflottille unter Korvettenkapitän Wilhelm Hollmann unterstellt und als Führerboot der Flottille vorgesehen. Dies bedingte neben den üblichen 85 Mann Besatzung die Übernahme weiteren Personals des Flottillenstabs. Mit dem Zulauf neuer Boote wurden die älteren Boote der III. T-Flottille zur neu gebildeten 21. Torpedoboots-Halbflottille abgegeben. S 53 wurde am 5. April 1916 als kriegsbereit gemeldet und verlegte anschließend in die Nordsee zur Flottille.
Schon kurz nach dem Eintreffen in Wilhelmshaven nahm es am 27. April 1916 im Flottillenverband an der Sicherung eines Vorstoßes der Schlachtkreuzer Derfflinger und Moltke zur Einbringung der Sondergruppe der Nordseevorpostenflottille samt dem aufgebrachten britischen Fischdampfer Horus teil. Das Boot gehörte danach ständig zu den sehr aktiven Einheiten, die an Vorstößen, Sicherungsfahrten und Minensuchaufgaben beteiligt waren. Der nächste größere Einsatz erfolgte am 4. Mai zusammen mit dem Kleinen Kreuzer Rostock gegen abziehende britische Einheiten, die einen fehlgeschlagenen Luftangriff gegen den Luftschiffhafen in Tondern unternommen hatten. Am Monatsende kam es zum Zusammenprall der beiden Schlachtflotten in der Skagerrakschlacht. Dabei gehörte das Boot zum Sicherungsschirm der Hochseeflotte und fuhr wiederum U-Boot-Sicherung für die Rostock, die als Flaggschiff des I. Führers der Torpedoboote diente. S 53 wurde dabei insbesondere in die unübersichtlichen Nachtkämpfe verwickelt. Nach einem vergeblichen Torpedoangriff auf den britischen Flottillenführer Broke rettete das Boot kurze Zeit später neun Schiffbrüchige des versenkten britischen Flottillenführers Tipperary und barg kurz darauf fast die gesamte Besatzung des nach schwerer Beschädigung aufgegebenen Kleinen Kreuzers Elbing von 477 Mann.
Bei den nach der Schlacht notwendigen Überholungsarbeiten wurde S 53 mit stärkeren Geschützen ausgerüstet. Statt der bisherigen 8,8-cm-L/45-Kanone (Geschossgewicht 9,75 kg) rüstete man die Boote der Flottille auf die wesentlich stärkere 10,5-cm-L/45-Torpedobootskanone (Geschossgewicht 17,5 kg) um. Der nächste Vorstoß der III. T–Flottille fand am 18. August gegen Sunderland statt.  Nach der Torpedierung des Linienschiffs Westfalen durch das britische U-Boot E23 musste das Unternehmen jedoch abgebrochen werden. Ein weiterer Vorstoß zusammen mit den Kleinen Kreuzern Regensburg, Frankfurt und Pillau unter Bedeckung des I. Geschwaders der Hochseeflotte am 25. September in die Hoofden brachte wiederum keine Erfolge.
Nach dringenden Forderungen seitens des Marinekorps Flandern verlegte das Boot mit der gesamten Flottille sowie der IX. Torpedobootsflottille – insgesamt 22 große, schnelle und moderne Boote – in der Nacht vom 23. auf den 24. Oktober 1916 nach Flandern, um die dortigen schwachen Einheiten zu verstärken. In der Folge kam es dabei zu häufigen Zusammenstößen mit den britischen Sicherungskräften im Ärmelkanal: So liefen am 26. Oktober insgesamt 21 Boote der III. und IX. T-Flottille, verstärkt durch drei Boote der Zerstörerflottille Flandern, in die Downs und den Ärmelkanal ein und zerstörten einen Teil der britischen Bewacherlinien an der Dover-Sperre: sechs als Wachboote dienende Drifter und der alte Zerstörer Flirt wurden versenkt, und unmittelbar danach kam es zum Ersten Seegefecht im Kanal, in dem drei britische Zerstörer der aus Dover herbeieilenden 6. Zerstörerdivision – Amazon, Nubian und Mohawk – bei der Verfolgung der deutschen Boote beschädigt wurden. Auf deutscher Seite erlitt nur G 91 einige Beschädigungen.
Kurze Zeit später erfolgte die Rückverlegung der gesamten III. T-Flottille nach Deutschland. Hier nahm S 53 kurz nach Weihnachten noch an einem erfolglosen Vorstoß mit den Kreuzern Regensburg, Stralsund, Bremse und Brummer zur Großen Fischerbank nördlich der Doggerbank teil, der wegen schlechten Wetters jedoch abgebrochen werden musste. Anschließend wurde das Boot einer Grundreparatur unterzogen.
Nach Beendigung der aufgrund des dauernden Einsatzes notwendigen Überholungsarbeiten verlegte die gesamte Flottille am 23. März 1917 erneut nach Flandern. Währenddessen wurde Korvettenkapitän Adolf Kahle neuer Flottillenchef, bevor am 1. September 1917 Korvettenkapitän Theophil Gautier und vom 1. April 1918 bis Kriegsende Carl August Claussen diese Stellung innehatten. Zugleich wurde der Chef der III. Torpedobootsflottille, die ab jetzt dauerhaft in Flandern stationiert war, zum „FdT Flandern“ (Führer der Torpedoboote Flandern) ernannt.
Die erneuten Einsätze an der flandrischen Küste bestanden aus Vorpostendiensten, Minensuchfahrten, Vorstößen gegen die britischen Bewachungslinien im Ärmelkanal und der Abwehr von Küstenbeschießungsverbänden. Während eines Vorstoßes am 20. April kam es dabei zum Zweiten Seegefecht im Kanal, einem Gefecht mit den beiden in der Straße von Dover patrouillierenden Flottillenführern Swift und Broke, wobei G 42 und G 85 verloren gingen. S 53 konnte dabei die Swift treffen, die schwere Beschädigungen erlitt. Am 1. September 1917 wurde Kapitänleutnant Carl Kossack Kommandant des Bootes.
Bei der Abwehr des Blockversuchs von Seebrügge in der Nacht vom 23. auf den 24. April 1918 lag das Boot an der Innenseite der Seebrügger Mole und konnte daher nur indirekt und geringfügig mit den eigenen Geschützen eingreifen, Daher fasste man einen Großteil der Mannschaften zum Infanterieeinsatz zusammen, denen der entscheidende Gegenstoß gegen die ausgeschifften britischen Landungstruppen gelang. Hierbei zeichnete sich besonders der dabei ums Leben gekommene Torpedobootsmatrose Hermann Künne aus. (Die Kriegsmarine benannte später ihren Zerstörer Z 19 nach ihm.) Das Boot wurde währenddessen von dem alten, als Blockschiff vorgesehenen britischen Kreuzer Vindictive beschädigt. Es war erst im Mai wieder einsatzbereit und nahm anschließend an verschiedenen Minensuch- und Minenlegeunternehmen teil. Bei einem der häufig vorkommenden nächtlichen britischen Bombenangriffe auf die deutsch besetzten flandrischen Städte wurde es am 29. August am Bug beschädigt.

## Ende
Das Boot musste zusammen mit allen weiteren fahrbereiten Booten am 1. Oktober 1918 aufgrund der sich zuspitzenden Gesamtlage an der Westfront Seebrügge verlassen und verlegte zurück nach Deutschland. Die flandrischen Stützpunkte wurden aufgegeben und die nicht fahrbereiten oder zu langsamen Schiffe des Marinekorps wurden gesprengt bzw. gingen in niederländische Internierung.
S 53 gehörte nach dem Waffenstillstand von Compiègne mit 49 weiteren großen Torpedobooten zu den von den Siegermächten geforderten auszuliefernden Einheiten. Es lief im Rahmen des Überführungsverbandes am 20. November 1918 aus Wilhelmshaven zur britischen Marinebasis Scapa Flow aus und wurde dort mit einer Restbesatzung interniert. Am 21. Juni 1919 wurde es von seiner Besatzung in der Bucht von Scapa Flow selbstversenkt. Das Wrack wurde am 13. August 1924 gehoben und anschließend bis 1927 vor Ort abgewrackt.